# Lucius von Cyrene
Lucius von Cyrene gehörte zu den ersten Christen. Er wird in der Apostelgeschichte erwähnt als einer der „Propheten und Lehrer“ in Antiochia (Apg 13,1 ). Offenbar stammte Lucius ursprünglich aus Cyrene und soll entweder dort oder in Laodicea Bischof geworden sein. Lucius wird zu den siebzig Jüngern gezählt und als Heiliger verehrt. Sein Gedenktag ist der 6. Mai.